# Michaił Rakowski
Michaił Jewgienjewicz Rakowski (ros. Михаил Евгеньевич Раковский, ur. 17 listopada 1908 w Moskwie, zm. 9 maja 1984 tamże) – radziecki polityk i inżynier, zastępca przewodniczącego Państwowej Komisji Planowania ZSRR (1966-1979).

## Życiorys
1927-1931 studiował w Moskiewskim Instytucie Chemiczno-Technologicznym im. Mendelejewa, pracował jako inżynier w truście "Sojuzgaz" Ludowego Komisariatu Przemysłu Ciężkiego ZSRR, od 1933 inżynier w eksperymentalnym zakładzie "Strojgaz" tego trustu w Dergaczach w obwodzie saratowskim. Od 1936 starszy inżynier, inżynier grupy, zastępca szefa i p.o. szefa warsztatu, od lipca 1941 zastępca głównego inżyniera biura projektowo-montażowego trustu "Tiepłokontrol" Ludowego Komisariatu Przemysłu Elektrycznego ZSRR, od października 1942 dyrektor trustu "Centrotiepło-kontrol" Ludowego Komisariatu Przemysłu Lotniczego ZSRR. Od października 1942 członek WKP(b), od 1946 kandydat nauk technicznych, od czerwca 1948 szef specjalnego zarządu montażowego "Tiepłokontrol" Ministerstwa Inżynierii ZSRR, od lipca 1954 szef PKB-12 trustu "Tiepłokontrol" Ministerstwa Budowy Maszyn i Przyrządów ZSRR, od lutego 1956 do lipca 1957 zastępca ministra budowy przyrządów i środków automatyzacji ZSRR. Od lipca 1957 zastępca szefa Wydziału Przemysłu Elektrotechnicznego i Budowy Przyrządów Państwowej Komisji Planowania (Gospłanu) ZSRR, od września 1958 zastępca przewodniczącego Rady Naukowo-Technicznej ds. Kompleksowej Mechanizacji i Automatyzacji Procesów Produkcyjnych Gospłanu ZSRR, od października 1959 p.o. szefa Centrum Rachunkowego przy Gospłanie ZSRR, od sierpnia 1960 do kwietnia 1963 zastępca przewodniczącego Państwowego Komitetu Rady Ministrów ZSRR ds. Automatyzacji i Inżynierii. Od kwietnia 1963 do października 1965 zastępca przewodniczącego Państwowego Komitetu ds. Budowy Przyrządów, Środków Automatyzacji i Zarządzania Systemem przy Gospłanie ZSRR - minister ZSRR, od października 1965 I zastępca ministra budowy przyrządów, środków automatyzacji i zarządzania systemem ZSRR, od czerwca 1966 do lutego 1979 zastępca szefa Gospłanu ZSRR, następnie na emeryturze.
Pochowany na cmentarzu Nowodziewiczym.

## Odznaczenia
- Order Lenina (dwukrotnie)
- Order Rewolucji Październikowej
- Order Czerwonego Sztandaru Pracy (trzykrotnie)
- Order Czerwonej Gwiazdy